# فوسكريسينسكي (ميكولاييفسكا)
فوسكريسينسكي (Воскресенське) هي مدينة في مقاطعة ميكولاييفسكا في أوكرانيا.
يبلغ عدد سكانها حوالي 4200 نسمة.